# 印度氣候變化

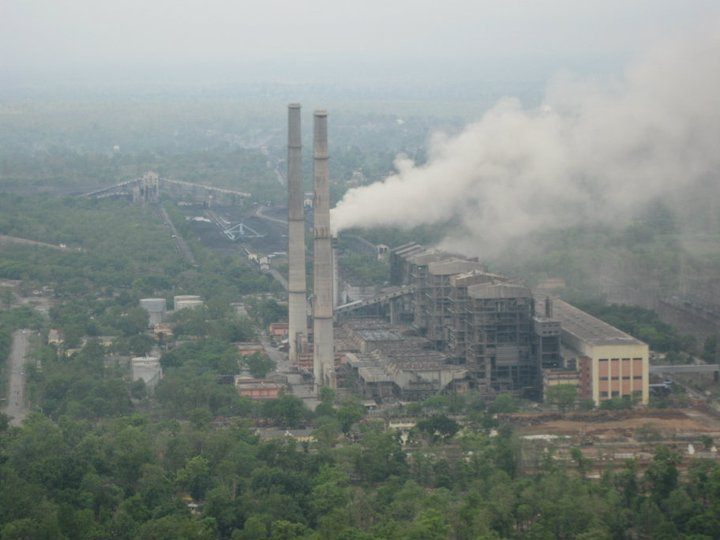
位於印度中央邦比圖爾縣的薩普拉火力發電廠。

印度在2019年全球受氣候變化影響最嚴重國家名單中排名第7。該國於2021年每年排放的溫室氣體約為3吉噸（Gt=十億噸）二氧化碳當量（CO2eq），人均排放量約為兩噸半，低於世界平均值。該國人口於世界人口的佔比為17%，而排放量於全球的佔比為7%。根據總部設於德國的非營利、非政府組織Germanwatch創立的氣候變化績效指數，顯示印度氣候變化（英語：Climate change in India）於2021年的整體績效在63個國家中排名第8，這63個國家於當年的溫室氣體排放量佔全球的92%。印度於2023年的氣候變化績效指數排名仍為第8。
氣候變化導致全球氣溫上升，位於青藏高原邊緣喜馬拉雅山上的冰河因而退縮（參見全球自1850年以來的冰河退縮），流向印度的恆河、布拉馬普特拉河（中國段稱為雅魯藏布江）、亞穆納河和其他主要河流的流量受到威脅。 世界自然基金會 (WWF) 所發佈的2007年報告中指出印度的另一條大河 - 印度河可能會因同樣的原因而乾涸。預計嚴重的山崩和洪水在該國東北部阿薩姆邦等邦，將會因此更為頻繁發生。由於氣候變化，印度的熱浪頻率和強度正在增加。該國的氣溫在1901年至2018年期間已經上升0.7°C (1.3°F) 。
根據目前的一些預測，印度的乾旱發生次數和嚴重程度，到本世紀（21世紀）結束前將會持續且顯著的增加。

## 溫室氣體排放

印度的人均溫室氣體排放量與其他主要排放國相比會較低，但總排放量卻相當顯著，情況與中國相似。

印度的二氧化碳排放量遠低於中國，但增長速度快得多。

印度的人均二氧化碳排放量遠較其他主要排放國家/地區為低。

印度的溫室氣體排放量位居世界第三，主要是大量燃燒煤碳所致。該國於2016年的排放達到2.8吉噸二氧化碳當量（包括土地利用、土地利用改變與林業（LULUCF）所產生的）。其中79%為二氧化碳，14%為甲烷，5%為一氧化二氮，人均排放量約為兩噸，是世界平均排放量的一半。
於2023年，印度由於國內生產毛額（GDP）強勁成長和季風帶來的降水減少，水力發電量因而降低，導致整體排放量因增加使用火力發電而較前一年增加1.9億噸，但人均排放量仍遠低於全球平均值（參見世界各國溫室氣體人均排放量列表）。
根據估算，印度若減少溫室氣體排放，從而減少空氣汙染，所帶來的健康效益將是花費成本的4至5倍，會是世界上一種最具成本效益的投資。
世界各國於2016年簽訂的《巴黎協定》中包含一項承諾 - 到2030年將排放量降低33-35%。印度的人均年排放量低於全球平均水平，聯合國環境署預測該國到2030年的人均排放量將在3至4公噸之間。
估計中國於2019年排放的溫室氣體佔全球的27%，其次是美國，佔11%，然後是印度，佔6.6%。這三個國家在2022年的排放名次並未改變，佔比分別為29.16%、11.19%與7.33%。
印度國家碳交易計畫的框架已於於2023年8月公佈，預定將於2026年開始實施全國性的排放交易體系（Emission Trading System (ETS) ）。

### 發電
截至2021年9月，印度有39.8%的電力產自再生能源，60.2%的產自化石燃料（51%產自煤碳）。

#### 燃煤發電廠
印度本身有煤碳開採產業（參見印度煤碳產業），也進口煤碳，供燃煤發電廠使用。該國不太可能建立新的燃煤發電廠，舊的和產生嚴重污染的發電廠將會被關閉，但所餘的此類發電廠將會使用更多的煤碳發電，以應對高漲的電力需求。

### 家用燃料
印度家庭從使用傳統的生物質燃料於烹飪及熱水用途，轉向使用液化石油氣（LPG）和電力，可帶來健康和氣候效益。

### 工業
工業部門，包括水泥、鋼鐵，所產生的排放約佔該國總量的四分之一。此類產業於2000年到2014年期間的燃料消耗已激增406%，反映其快速擴張和能源需求不斷上升。到2014年，這些產業佔總能源消耗的42%，突顯與工業活動相關的重大環境影響。印度是全球第二大鋼鐵生產國，粗鋼產量佔全球7%。隨著國內需求的成長，該產業的排放量將會大幅增加。實施低排放和近零排放的鋼鐵生產標準對於減輕這種風險非常重要。這些標準可促進採購、融資、碳定價和排放權交易系統等基本政策和機制，對於支持印度向淨零排放轉型和減少其工業部門對環境的影響可發揮重大作用。

### 農業
印度農業於2005年至2014年間產生的排放量增加25%，部分原因是增加使用化學肥料和於田間大量燃燒農作物殘餘的緣故。

### 廢棄物
印度於2014年由廢棄物產生的排放量為7,800噸二氧化碳當量。

## 對自然環境的影響

### 氣溫與氣候變化

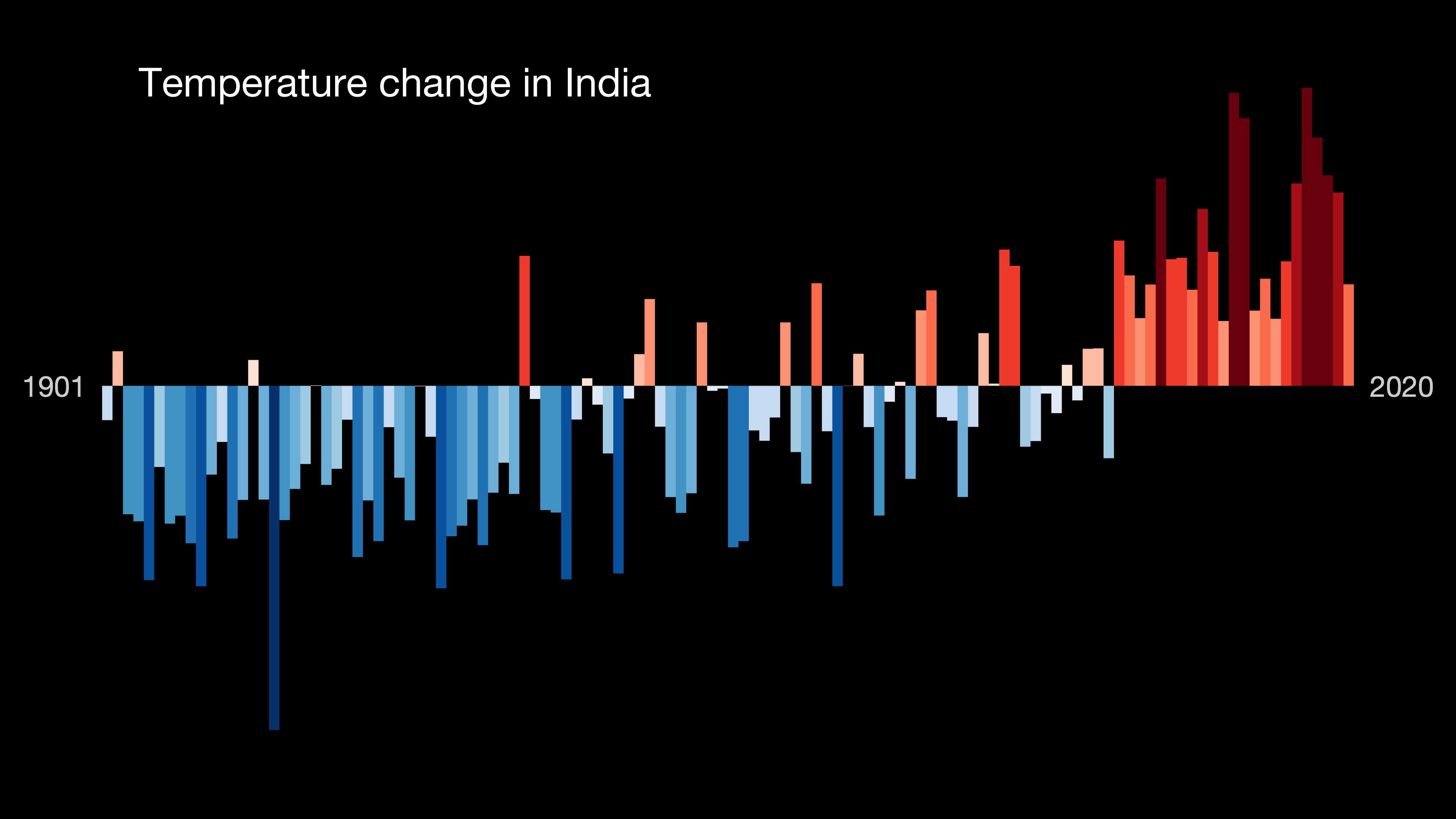
印度氣溫變化以視覺化方式呈現（1901年-2020年）。

印度於1901年至2018年間的平均氣溫上升0.7°C (1.3°F)，因而給印度氣候帶來改變。
巴基斯坦和印度兩鄰國於2022年5月出現嚴重熱浪，最高氣溫達到51℃。氣候變化導致此類熱浪發生的可能性增加100倍。估計如果沒氣候變花，比2010年發生更嚴重的熱浪在312年內才會出現1次。現在則預計每隔3年就會出現一次。
於2018年發佈的一項研究報告，預測印度北部和西北部的乾旱在不久的將來會再加劇。印度大部分地區到本世紀末左右可能會面臨越來越嚴重的乾旱。
預計位於印度東北邊的阿薩姆邦等邦將會出現越來越頻繁的嚴重山崩和洪水。

### 海平面上升

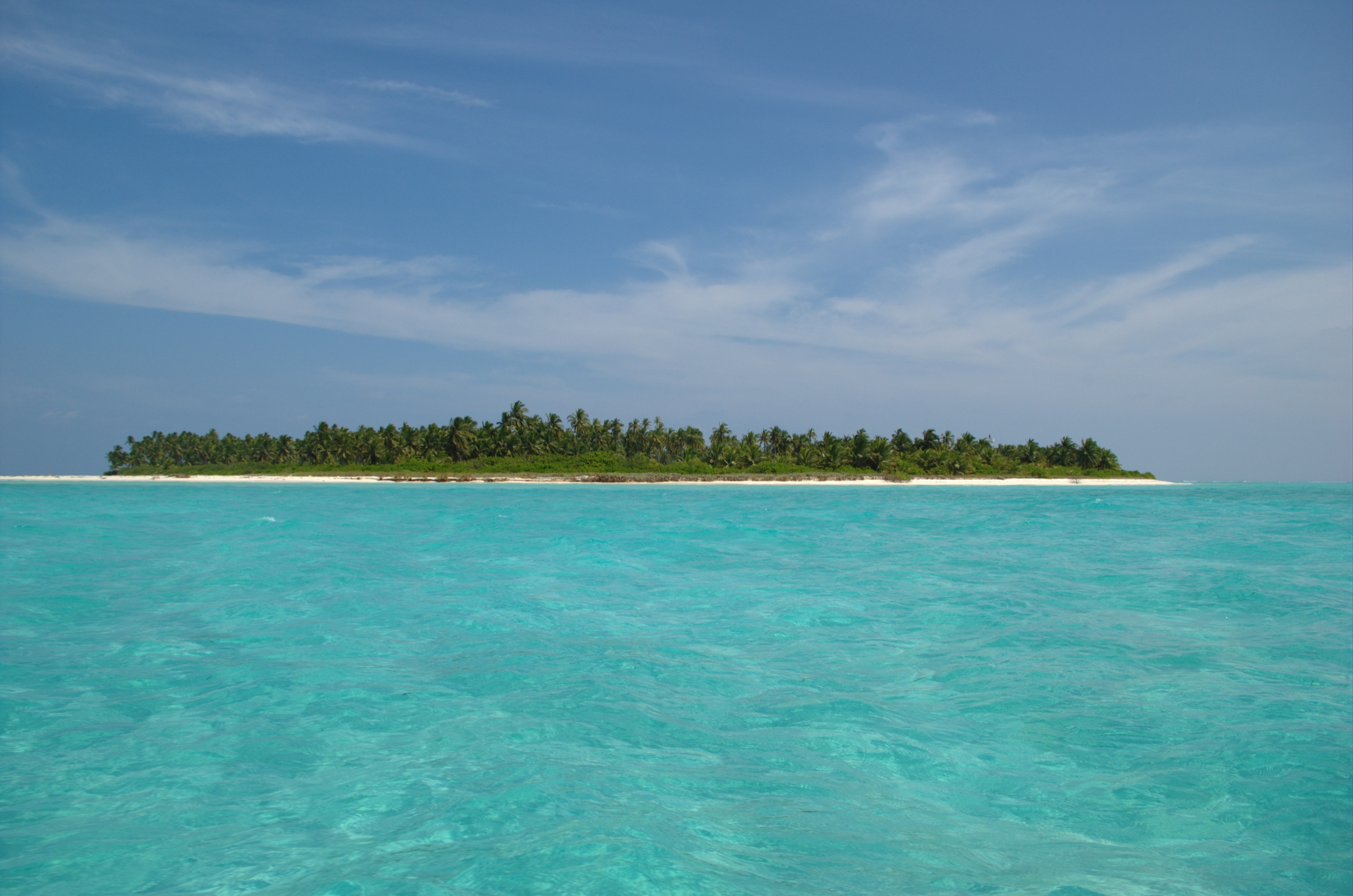
位於阿拉伯海中低矮的拉克沙群島印度聯邦屬地，可能會因海平面上升而被海水淹沒。

位於印度東北部的梅加拉亞邦及其他邦擔心海平面上升將會淹沒其南邊面臨孟加拉灣的孟加拉國大部分地區，而引發難民危機。如果發生嚴重的氣候變化，孟加拉國和與其接壤的印度沿海地區可能會因此被海水淹沒。 :130
巽德班的低窪島嶼地區（由恆河、布拉馬普特拉河和梅格納河在孟加拉灣匯合而成三角洲中的一個紅樹林區）已因海平面上升而被淹沒，導致數千人流離失所。

### 水資源

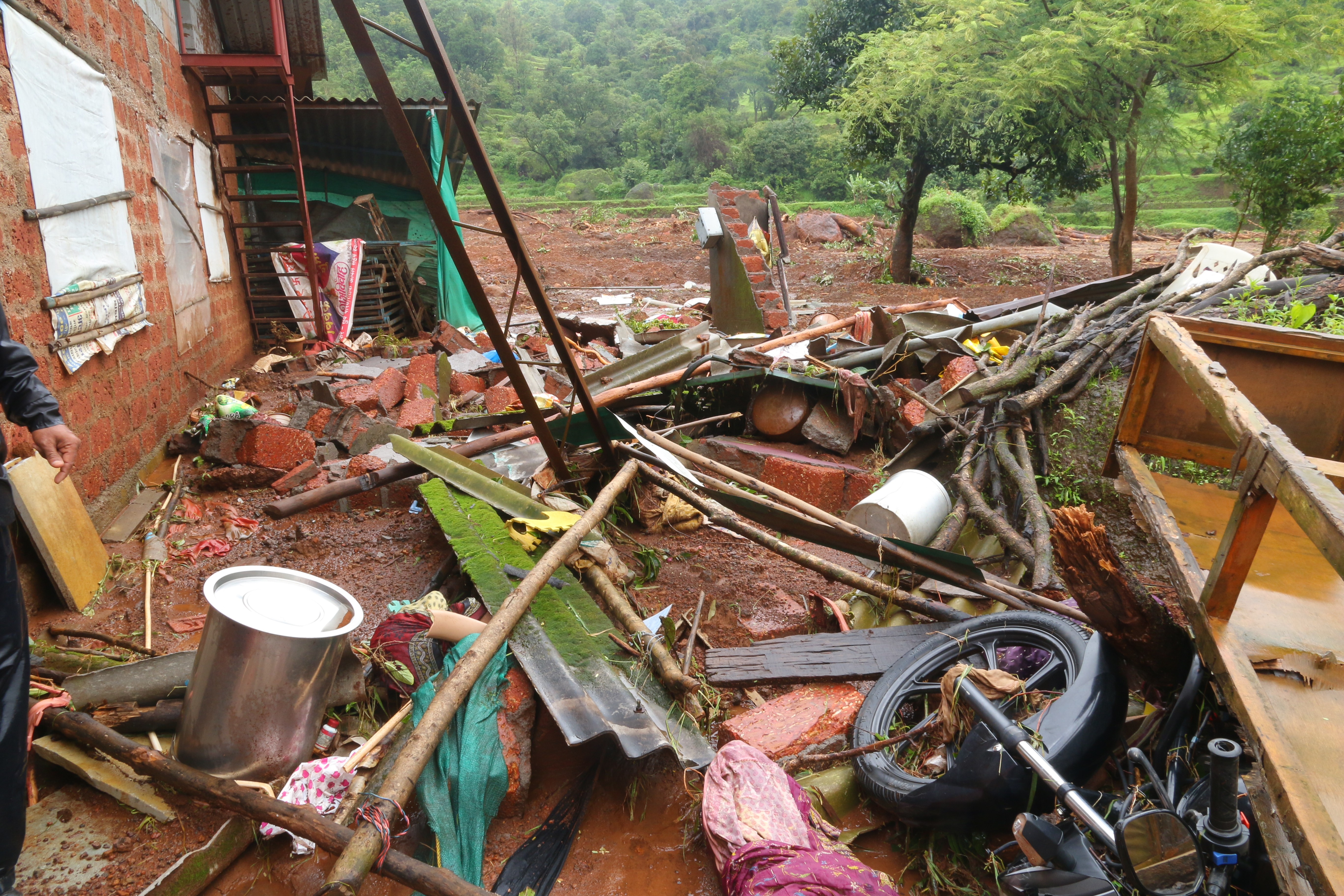
位於印度馬哈拉什特拉邦一名為Humbarli的村莊中，遭極端天氣事件毀壞的民宅。

青藏高原氣溫上升導致喜馬拉雅山冰河退縮，威脅恆河、布拉馬普特拉河、亞穆納河和其他主要河流的流量，而有數十萬農民依賴這些河流供水以維持生計。世界自然基金會(WWF) 所發佈的2007年報告中指出，印度的另一條大河 - 印度河可能會因同樣的原因而乾涸。

### 生態系統
生態災難中如1998年的珊瑚白化事件，導致印度西南方外海拉克沙群島和印度洋北部安達曼群島（印度屬地）附近珊瑚礁生態系統中70%以上的珊瑚死亡，該事件是由全球暖化導致的海洋溫度升高所引起，預計此現象將會越來越普遍。

## 對人們的影響

### 經濟方面
印度的碳社會成本是世界上最高的。總部設於倫敦的全球智庫ODI發表的報告中指出由於氣候變化，印度迄2100年每年可能會因此損失GDP的3-10%左右，而到2040年，該國的貧困率可能會上升3.5% 。

#### 農作物產量減少
印度氣候變化將對該國為數4億多貧困人口產生超比例的影響，主要原因是有許多人的食物、住所和收入都仰賴自然資源提供。印度有超過56%的人口從事農業，而有許多人在沿海地區謀生，均易受到氣候變化的影響。該國透過國家氣候韌性農業創新（簡稱NICRA）計畫進行氣候變化對印度農業影響的研究，結果顯示印度雨養稻米產量預計在2050年和2080年將小幅下降，幅度不到2.5%。 另一方面，灌溉稻米產量預計在2050年將下降7%，在2080年將下降10%。此外，預測到2100年的小麥產量將下降6%至25%，而同期玉米產量預計將下降18%至23%。但反過來會對鷹嘴豆的產量有潛在的正面影響，預計未來產量將提高23%至54%。

### 健康方面
印度自1970年開始因空氣污染中的微粒可反射陽光，而短暫減緩暖化速度，而灌溉則因水分蒸發帶走熱量，產生局部降溫效果。然而這兩種做法同時也將熱浪期間發生的人口死亡率提高。

#### 熱浪

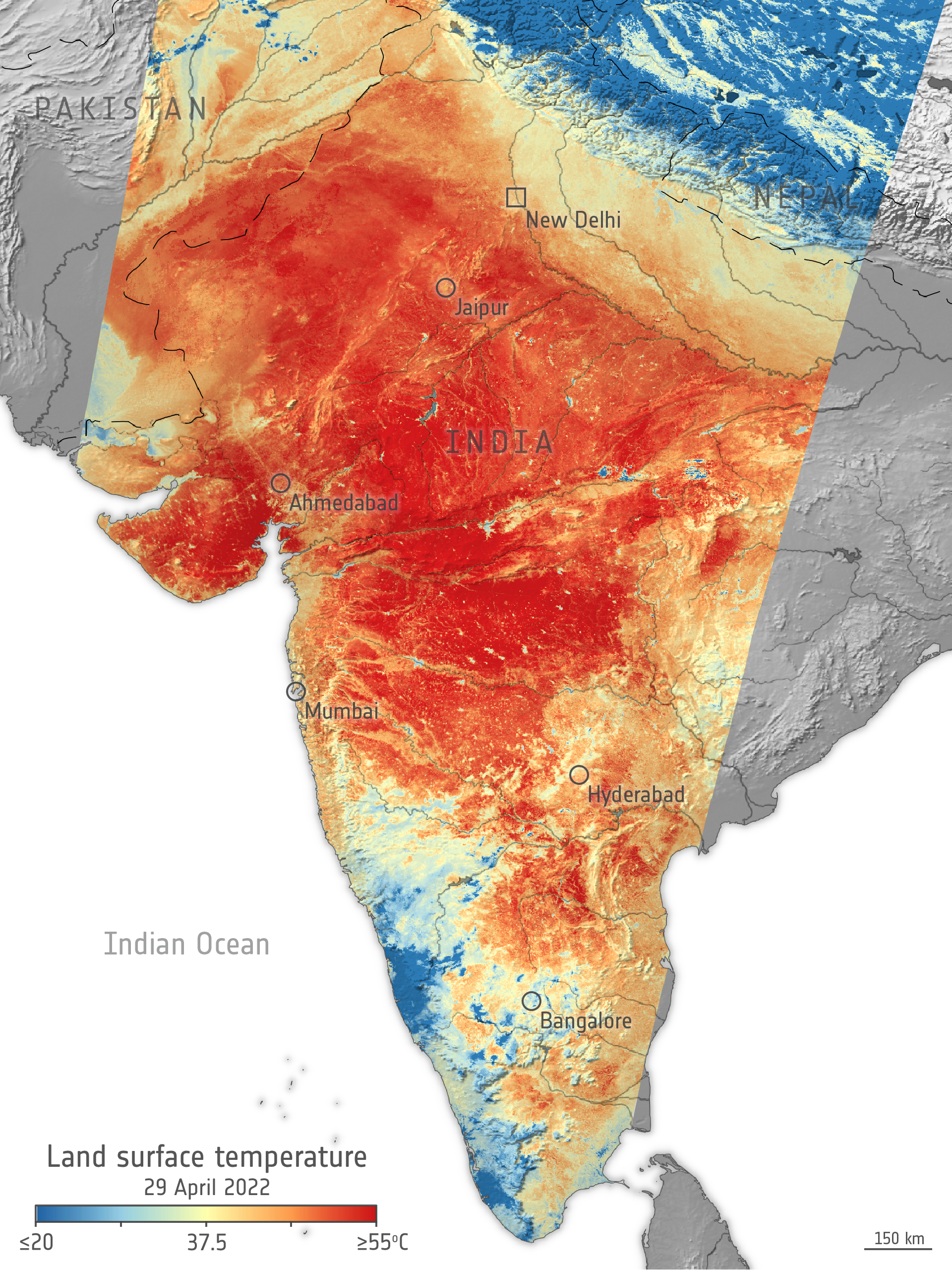
2022年印巴熱浪的衛星數據經視覺化呈現。

印度因為氣候變化，導致熱浪發生的頻率和強度均在增加。發生於2019年的熱浪，導致氣溫達到50.6°C，有36人因此喪生。估計印度在2019年受熱量影響的邦有23個，而在2015年有9個，到2018年有19個。2018年是該國有史以來第六個最熱的年份，於該國15個最熱年份中有11個發生於2004年及其後的幾年。
據稱印度在2021年至2050年間遭受熱浪襲擊的人數將會增加8倍，到21世紀末受影響的人數將增加300%。 於2010年至2016年期間，該國遭受熱浪襲擊的人數已增加200%。印度中部和西北部受到的熱浪影響最為嚴重，東海岸和位於南部的泰倫加納邦也受到影響（兩處於2015年至少有2,500人因此死亡）。 位於西南沿海的喀拉拉邦也在2016年遭遇史上首次的熱浪侵襲。印度熱帶氣象研究所正為政府提供預測和緩解熱浪的建議。位於東南沿海的安得拉邦政府正在制定一項熱浪行動計畫。
由於印度政府致力工作，該國受熱浪侵襲而死亡的人數因此逐漸減少。2015年有超過2,081人死亡，2017年有375人死亡，而在2018年有33人死亡。官員表示經採取如鼓勵居民減少或改變在炎熱日子裡的工作時間，並向受災嚴重的人口提供免費飲用水，政府還利用灑水來為街道降溫。熱浪引發糾紛，甚至在中央邦因居民爭供水而打鬥，鬧出人命的情況，必須調度警力來守衛水罐車。這些措施均需花費大量的金錢和水。印度於2019年緩解熱浪的經費受到國家選舉影響而有所減少，當年因熱浪而亡的人數達到505人，在2020年的死亡人數為27人。而在2021年無人因此死亡。
根據紀錄，印度於2015年因熱浪而死亡人數是有史以來最高的。

### 在人口遷移方面
如果全球平均氣溫上升2°C (3.6°F)，預計印度約會有700萬人將因孟買和清奈部分地區被海水淹沒等因素而無家可歸。
預計印度到2050年與氣候相關的流離失所人數將會大幅增加 - 約有4,500萬人因氣候災難被迫離開家園。此數字是目前因極端天氣事件而無家可歸人數的三倍。根據一份名為《2022年印度環境狀況》的報告，印度在氣候變化引發的人民搬遷人數名列全球第四位，在2020-2021年期間有超過300萬人被迫離開家園。這些數據突顯氣候變化對印度國內人民遷移模式日益加劇的影響。
印度東北部梅加拉亞邦的村民也擔心海平面上升，會淹沒鄰近低窪的孟加拉國，導致難民湧入該邦避難，而梅加拉亞邦幾乎無多餘資源來應對這種情況。

## 氣候變化緩解

印度在2021年的氣候變化績效指數表現優良。

### 碳匯
印度政府估計該國的土地利用、土地利用改變與林業活動於2014年已吸收300百萬噸（3億噸）二氧化碳當量，估計該國森林於2020年儲存的總碳量為7,000百萬噸（70億噸）。

### 能源政策
印度國家能源計畫依循《巴黎協定》中全球升溫控制在2°C的目標擬定，但如果印度停止建造新燃煤發電站，將有機會實現將升溫控制在1.5°C的目標。印度承諾在2030年達成全國的電力中有40%由非化石燃料產生。
印度在2021年2月向聯合國氣候變化綱要公約（UNFCCC）提交的兩年更新報告中表示該國已逐步將經濟成長與溫室氣體排放脫鉤。 印度GDP排放強度在2005年至2016年間已降低24%。因此印度正朝實現其自訂承諾的目標邁進，即到2020年將GDP的排放強度從2005年的水平降低20-25%，使印度成為二十大工業國（G20）中唯一實現氣候目標的國家。
印度的國家自訂貢獻（NDC）中包括到2030年將排放強度減少三分之一。印度擁有充足的碳中和資源，如生物質、風能、太陽能、水力（包括抽水蓄能）等，可協助其達到淨零排放的目標。
隨著印度的燃煤發電廠加速關閉以及再生能源發電量增加，預計該國到2027年的火力發電將僅佔總裝置容量的42.7%，比2017年的66.8%有較大的降幅。
根據估算，減少印度溫室氣體排放，從而減少空氣污染，所帶來的健康效益將是花費成本的4至5倍，此將是世界上最具成本效益的一種投資。
印度已在能源領域取得大幅進展，現已成為全球再生能源領域的領導者。

### 政策與立法
印度中央以及各邦政府已根據印度能源政策和《巴黎協定》採取各種措施，包括：
- 到2030年將印度的再生能源目標翻倍至450吉瓦[63]
- 制定倡議——國家太陽能計畫（英语：National Solar Mission）
- 開發風力發電

印度於2008年發佈國家氣候變化行動計畫（National Action Plan on Climate Change ，簡稱NAPCC），其中有多項目標，包括但不限於：森林和樹木覆蓋全國三分之一的面積，到2022年將再生能源供應佔比增加到總能源的6%，以及進一步強化災害管理能力。這些行動的目標在於提高整個國家的氣候韌性 - 印度的經濟與其自然資源基礎和農業、水利和林業等氣候敏感部門密切相關，氣候韌性極其重要。
印度奧迪薩邦財政部長尼蘭詹·普加里在介紹該邦2020-21財政年度預算時，對其中的氣候預算提出闡述。氣候預算的目的在追蹤政府為氣候變化的支出，或是支持應對氣候變化的緩解和調適行動。這份預算將幫助政府了解現有項目對氣候變化的影響，來決定是否重新設計或堅守現有項目。奧迪薩邦是印度第一個引入氣候預算的邦。
印度政府頂級公眾政策智庫Niti Aayog（印度國家轉型機構） 正在制定碳捕集和利用或封存 (CCUS) 政策框架及部署機制，以減少印度單位經濟活動的溫室氣體排放。
印度最高法院在2024年將"免受氣候變化不利影響"的權利確認為一項基本權利。這一決定可能會影響印度往後的氣候立法。

### 碳排放交易與定價
印度尚未實施碳排放交易。然而，節能證書（energy saving certificates，簡稱PAT）、各種再生能源購買義務（renewable purchase obligations，簡稱RPO）和再生能源證書（renewable energy certificates，REC）等相關工具會定期在電力交易所進行買賣。
印度並未徵收碳稅，但該國自2010年開始對國內生產和進口的煤碳徵稅，印度一半以上的電力都由燃燒煤碳所生產。這種稅收最初訂為每噸煤碳50印度盧比（約值60美分），2014年提高到100盧比，2015年再提高到200盧比。

### 參與國際合作

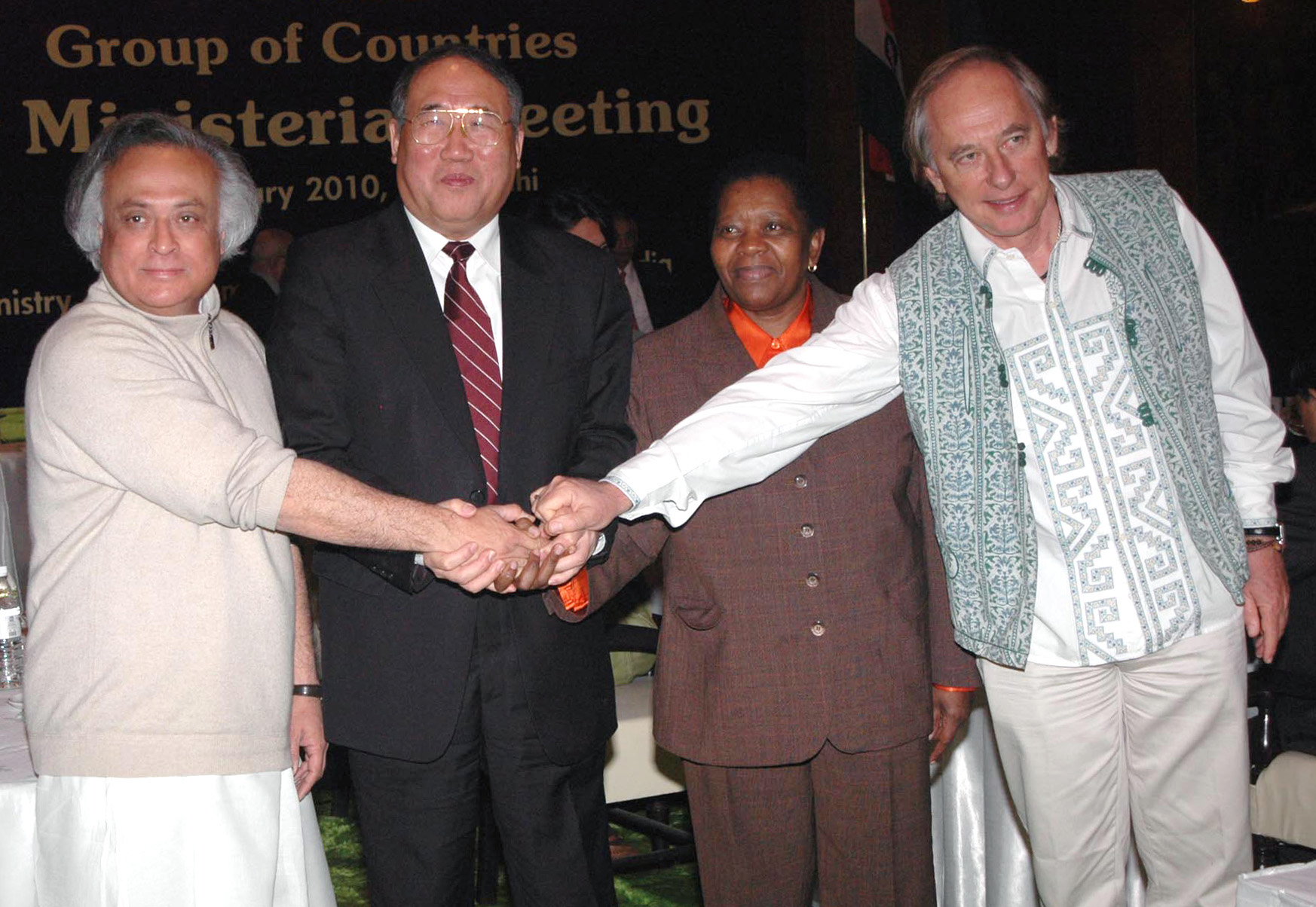
時任印度總理的齋拉姆·拉梅什於2009年聯合國氣候變化大會（COP15）後與G4集團成員國的環境部長會面，討論氣候政策事項。

印度是《巴黎協定》的締約國，將於2024年向《聯合國氣候變遷綱要公約》提交第一份兩年期透明度報告以及標準格式的清單資料。印度於2021年9月宣布將在2021年聯合國氣候變化大會（簡稱COP26）開始前提交新的國家自訂貢獻。印度在COP26會議時設定最新目標日期 - 在2070年實現淨零排放。這是印度首次在氣候政策中提出淨零排放的確定日期。
印度總理納倫德拉·莫迪在會上將該國5項主要承諾稱為Panchamrit（梵文中"五種甘露"之意） - "印度送給世界的禮物"：
- 到2070年實現淨零排放。
- 到2030年，將非化石燃料能源產能擴大到500吉瓦。
- 在2030年前將經濟碳強度降低45%。
- 到2030年，將有一半的能源產自再生能源。
- 到2030年，預計將減少10億噸溫室氣體排放。

莫迪總理也提議推進一個新的議程：LIFE - 為維護環境而採的生活方式，意即改變生活方式以造福環境。
雖然印度提出達成淨零排放的日期遠落後於中國和美國的，同時印度政府仍希望繼續使用煤碳，但印度環保人士和經濟學家對莫迪提出的目標表示讚許，稱其為一項大膽的氣候行動。

## 氣候變化調適行動
印度的工程師及發明家索南·旺楚克設計出一名為冰塔的人造冰河，為印度北方拉達克山地沙漠性氣候區的農民引來夏季冰河融化之前耕作急需的灌溉用水。
印度曾進行一為期五年的研究（2014年-2018年）以奧迪薩邦馬哈納迪河三角洲以及在西孟加拉邦的恆河三角洲的居民為研究對象，深入探討他們面對氣候變化所採取的各種調適策略，為相關領域的研究提供實證基礎。 面對環境變化的挑戰，馬哈納迪河三角洲與恆河三角洲的居民皆發展出多元的調適策略。前者主要透過調整肥料用量、尋求金融支持以及植樹造林來因應，後者則著重於調整灌溉方式與取得貸款。儘管人口遷移亦是常見的因應之道，但研究顯示其效果並不顯著。
面對日益嚴重的土壤鹽化問題，於印度恆河三角洲巽德班的農民們積極尋求對策，例如重新引進耐鹽稻種，並結合混合農業、作物多樣化等方式以提升農作物產量。此外也透過雨水收集、滴灌等技術，以及"壟溝"土地整形法（溝渠排水、壟上種植蔬菜）等創新做法，讓農民得以在原有季風稻作之外，再增加一輪蔬菜產量。
面對每年反覆出現的水患，馬哈納迪河三角洲Puri區的Totashi村居民展現出強大的適應能力。特別是村裡的婦女們將淹水視為挑戰，透過在水田裡種植蔬菜，不僅能改善家庭經濟，也提升社區的韌性，為其他受水患影響的社區樹立榜樣。
此次試驗所得的結論之一是教育是因應氣候變化所採取措施的關鍵一環。當我們思考如何調整現有的氣候變化應對策略時，務必將教育系統納入考量。透過提升大眾對氣候變化的認知，將有助於民眾更積極地採取緩解措施。此外，我們應在年輕世代中培養環境友善的價值觀。政府有責任支持各項有助於學習的系統，以強化社會的調適能力。

## 社會與文化

### 媒體報導
一項對印度主流報紙（特別是其意見和社論文章）在2007年IPCC第四次評估報告發佈期間以及美國前副總統艾爾·高爾和IPCC共同獲得諾貝爾和平獎期間的定性分析中，發現印度媒體在氣候變化報導中極力強調科學證據的重要性（參見關於氣候變化的科學共識），而與當時美國報紙所表現出的氣候變化否定論呈鮮明對比。此外，印度媒體也強調能源挑戰、社會進步、公共責任和迫在眉睫災難的觀點。這種報導與歐洲媒體報導有相似之處，有助於建立關於氣候變化的跨國、全球化論述。另一項研究發現印度媒體對於氣候變化也發生南北分歧和風險-責任論述間的爭論。

### 行動主義

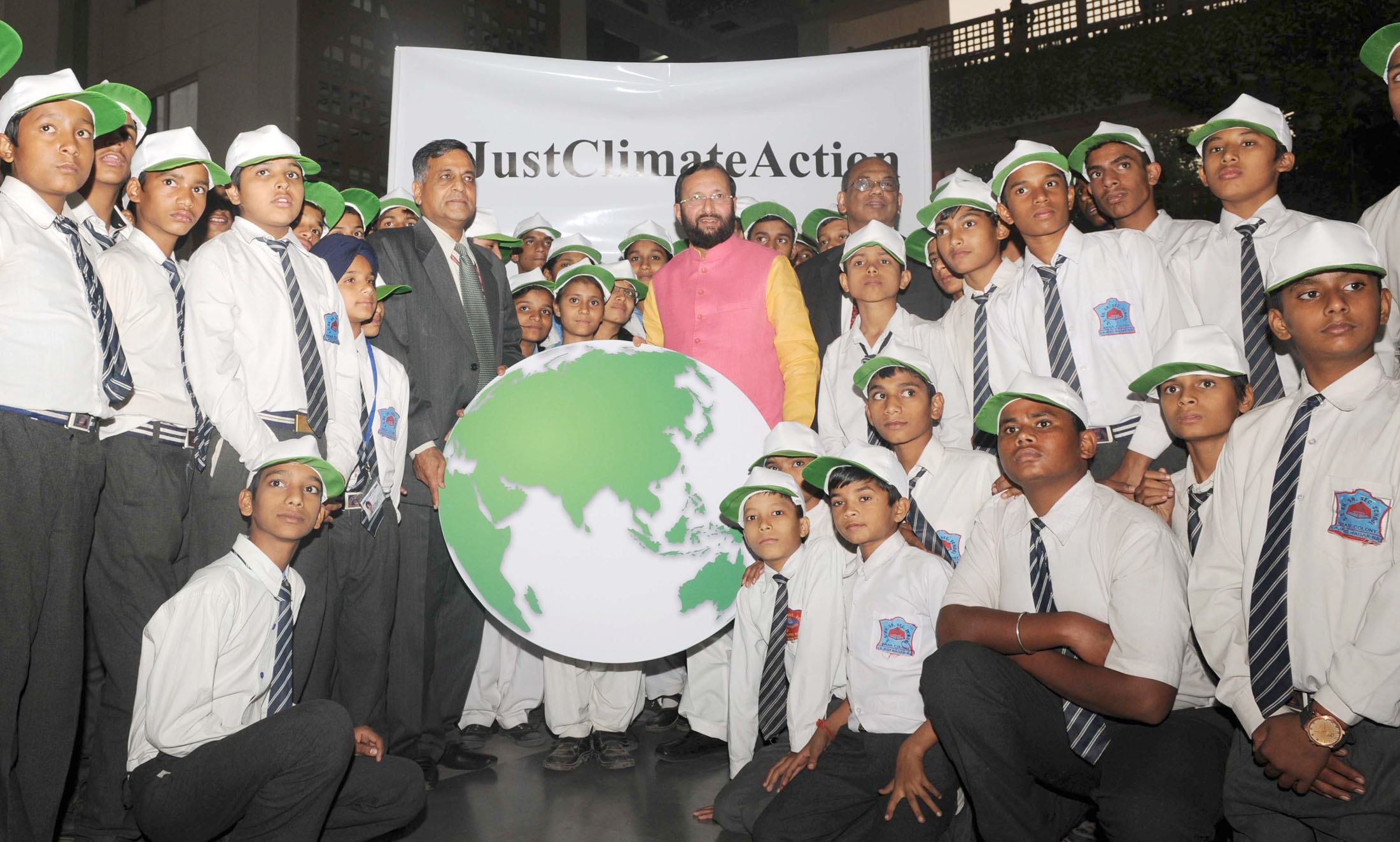
新德里的中小學生與時任環境和氣候變化部部長普拉卡什·賈瓦德卡爾合影留念。

一項於2021年所做的調查顯示為讓世界有50%的機會避免氣溫上升2°C或更高，印度應將其減少溫室氣體排放目標（氣候承諾）升高55%。 如果機會成為95%時，印度應該將其減少溫室氣體排放目標升高147%。為讓世界有50%的機會將升溫維持在1.5°C以下，印度應將減少溫室氣體排放目標升高191%。:Table 1
印度氣候行動主義者迪莎·拉維等發動針對氣候問題的學生罷課。
印度東北部偏遠部落居民於2007年計畫向美國前副總統艾爾·高爾頒發獎項，以表彰他提高世人對氣候變化的認識，這些部落居民認為氣候變化將對他們的家園產生毀滅性影響。
梅加拉亞邦在梵語中的意思為"雲之居所"，乞拉朋齊和毛辛拉姆兩城鎮位於此邦之中，均因高降雨量而被認為是世界上最潮濕的地方。但科學家表示全球氣候變化已導致這類地區的降雨量日益稀疏且不穩定，旱季期間因而延長，影響到數千名種植水稻和玉米為生村民的生計。一些地區甚至還面臨缺水問題。
氣候活動家阿恰娜·索倫來自奧迪薩邦的卡里亞人部落。像她這樣的原住民社區只佔世界人口的5%，但他們可保護地球20%以上的土地和80%的生物多樣性。她強調："原住民和年輕人應該成為氣候行動的領導者，而不是被動的受害者"，"我們必須停止將他們僅視為象徵性的參與者，而是讓他們充分發揮專業知識上的優勢，讓他們積極參與政策制定和實施的整個過程中"。